# Сет Макфарлън
Сет Макфарлън (на английски: Seth Woodbury MacFarlane, /məkˈfɑːrlɪn/, Макфарлин) е американски аниматор, актьор, певец, продуцент и сценарист на популярните в САЩ анимационни сериали Family Guy, Американски татко! и Шоуто на Кливланд, в които също така озвучава много от героите.
Макфарлън изучава анимация и получава бакалавърска степен по изящни изкуства, след което работи като аниматор и сценарист докато през 1999 година създава свое собствено шоу – Family Guy. Носител е на две „Еми“, една „Ани“ и една „Уеби“ награди. Неговият кино дебют като режисьор, сценарист, продуцент и озвучаващ гласа на главния герой е с филма „Приятелю Тед“ на 29 юни 2012 година. През септември 2011 година излиза и дебютният му албум „Музиката говори повече от думи“ („Music Is Better Than Words.“).
Той е защитник на правата на ЛГБТ гражданите и легализирането на марихуана.

## Биография

### Ранен живот и образование
Сет Макфарлън е роден в Кент, Кънектикът. Родителите му, Роналд Милтън Макфарлън (роден през 1946 г.) и Ан Пери Сейджър (1947 – 2010), са родени в Нюбърипорт, Масачузетс. Сет има по-малка сестра, Рейчъл Ан Макфарлън, родена през 1976 г. Той е от английски, шотландски и ирландски произход. Родителите на Макфарлън се срещат през 1970 г., когато и двамата живеят и работят в Бостън, Масачузетс, и се женят по-късно през годината. Двойката се премества в Кент през 1972 г., където Ан започва служба в South Kent School, като по-късно постъпва на работа в Kent School, в който Роналд също е учител.
По време на детството си Макфарлън развива интерес към илюстрациите и започва да рисува анимационните герои Фред Флинтстоун и Уди Кълвача, още преди да навърши две години.
Влияние в детството му по отношение на комедията оказват личности като Уди Алън, Джаки Глийсън, Мел Брукс и създателите на „Монти Пайтън“. Още на 5-годишна възраст Макфарлън знае, че той ще гони кариера в областта на анимацията, която стартира със създаването на флип книги (flip books). Четири години по-късно, на 9-годишна възраст, Макфарлън започва да издава седмичен комикс, озаглавен „Walter Crouton“ за Kent Good Times Dispatch – местния вестник в Кент, Кънектикът, за което му плащат по пет долара на седмица.
Макфарлън получава дипломата си за средно образование през 1991 г. от Kent School. Докато е там той продължава да експериментира с анимация и получава 8 mm камера от родителите си. Макфарлън продължава образованието си, като учи кино, видео и анимация в Rhode Island School of Design (RISD), където получава бакалавърска степен по изящни изкуства. Като студент той първоначално иска да работи за Disney, но променя решението си, след като се дипломира.
В RISD Макфарлън създава серия от независими филми и в крайна сметка среща бъдещия член на екипа на „Семеен човек“ в лицето на Майк Хенри, чийто брат, Патрик, е бил съученик на Макфарлън. В последната си година в университета той подготвя дисертация, озаглавена „Животът на Лари“, която в крайна сметка ще стане вдъхновение за създаването на „Семеен човек“. Професорът на Макфарлън от RISD внася филма му в студиото на Хана-Барбера, където по-късно е нает.

### Годините в Хана-Барбера
След колежа Макфарлън е нает в Хана-Барбера (тогава Hanna-Barbera Cartoons) по-скоро благодарение на сценария на „Живота на Лари“, отколкото на способностите му за създаване на анимация. Той е един от малкото хора, наети от компанията единствено въз основа на писателските му умения. Макфарлън работи като писател и създател на анимационни филмчета за „Cartoon Network“. Той работи по четири телевизионни сериала по време на службата си в студиото: „Лабораторията на Декстър“, „Крава и пиле“, „Аз съм невестулка“ и „Джони Браво“.
Работейки едновременно като писател и сториборд художник, Макфарлън отделя най-много време на „Джони Браво“. Той открива, че е по-лесно да развива свой собствен стил по отношение на „Джони Браво“, който не е характерен за „Лабораторията на Декстър“ „Крава и пиле“ и „Аз съм невестулка“. Като част от екипа на „Джони Браво“ Макфарлън среща актьори и артисти дубльори като Адам Уест и Джак Шелдън. Познанството му с тези лица по-късно се превръща в значително вдъхновение за създаването и успеха на неговия сериал „Семеен човек“.
През 2014 г. излиза „Който оцелее, ще разказва“ – Макфарлън е режисьор и изпълнител на главната роля.